# Everard Otto
Pour les articles homonymes, voir Otto.
Everard Otto, Eberhard Otto ou Everardus Otto (3 septembre 1685 à Hamm - 20 juillet 1756 à Brême) est un jurisconsulte, professeur d'université et écrivain allemand.

## Biographie
Everard Otto naît le 3 septembre 1685 à Hamm en Westphalie.
Après avoir obtenu son doctorat de l'université de Duisbourg en 1714, il commence à enseigner à celle-ci. En 1731, il est nommé professeur à l'université d'Utrecht.
Il meurt à Brême le 20 juillet 1756 à Brême.

## Œuvres
- Dispulatio philologico-juridica ad L.S. Si Servus 27 § 28 ad legem Aquiliam, Steinfurt, 1710
- De Aedilibus coloniarum et municipiorum liber singularis, in quo pleraque ad veterum politiam municipalem pertinentia explicantur, Francfort, 1713
- De Diis vialibus plerorumque popalorum, Halle, 1714
- Papinianus, sive de vita, studiis, scriptis, honoribus et morte Papiniani diatriba, Leyde, 1718 et Brême, 1743
- De statu Judaeorum publico, Utrecht, 1721
- Dissertationes Juris publici et privati, Utrecht, 1723
- De vïta, studiis, scriptis et honoribus Servii Sulpicii liber singularis Utrecht, 1725 et 1737
- Primae lineae notitiae rerum püblicarum, Utrecht, 1726
- De jurisprudentia symbolica exercitationum trias, Utrecht, 1730
- Thesaurus juris Romani continens rariora meliorum interpretum opuscula, Leyde, 1725-1729 en 4 vol. ; Utrecht, 1733-1735 en 5 vol. et Nachdruck Basel, 1740-1744.
- Ad Instituta Justiniani notae criticae et commentaria, Utrecht, 1729
- De tutela viarum publicarum liber, 3 vol., Utrecht, 1731.
- Joh. van Muyden, compendiosa Institutionum Justiniani Tractatio, cum additionibus Ever. Ottonis, Utrecht, 1737
- Sam. Pufendorfius de officio hominis et civis cum eius annotationibus, Utrecht, 1737